# Анбара-Дуль
Анбара-Дуль (перс. عنبرادول) — село в Ірані, у дегестані Шандерман, у бахші Шандерман, шагрестані Масал остану Ґілян. У переписі 2006 року вказане як окремий населений пункт, але без відомостей про чисельність населення.

## Клімат
Середня річна температура становить 11,86 °C, середня максимальна – 26,35 °C, а середня мінімальна – -3,13 °C. Середня річна кількість опадів – 472 мм.
| Клімат поселення                              | Клімат поселення | Клімат поселення | Клімат поселення | Клімат поселення | Клімат поселення | Клімат поселення | Клімат поселення | Клімат поселення | Клімат поселення | Клімат поселення | Клімат поселення | Клімат поселення | Клімат поселення |
| Показник                                      | Січ.             | Лют.             | Бер.             | Квіт.            | Трав.            | Черв.            | Лип.             | Серп.            | Вер.             | Жовт.            | Лист.            | Груд.            |                  |
| Середній максимум, °C                         | 9,29             | 8,27             | 9,91             | 14,61            | 20,07            | 24,63            | 26,35            | 26,08            | 21,80            | 18,73            | 12,92            | 9,54             |                  |
| Середня температура, °C                       | 3,59             | 2,58             | 4,22             | 8,92             | 14,38            | 18,94            | 22,08            | 21,82            | 17,51            | 14,48            | 8,65             | 5,28             |                  |
| Середній мінімум, °C                          | −2,11            | −3,13            | −1,49            | 3,22             | 8,66             | 13,23            | 17,81            | 17,54            | 13,24            | 10,18            | 4,37             | 1,01             |                  |
| Норма опадів, мм                              | 39               | 36               | 57               | 59               | 41               | 19               | 12               | 17               | 35               | 55               | 45               | 57               |                  |
| Середньомісячна швидкість вітру, м/с          | 2.10             | 2.44             | 2.50             | 2.60             | 2.21             | 2.03             | 2.33             | 2.16             | 1.84             | 2.02             | 2.02             | 1.94             |                  |
| Середньомісячна сонячна радіація, кДж/м²·день | 7183             | 9675             | 11820            | 16100            | 19846            | 22579            | 23232            | 19816            | 16522            | 11590            | 8796             | 6875             |                  |
| --------------------------------------------- | ---------------- | ---------------- | ---------------- | ---------------- | ---------------- | ---------------- | ---------------- | ---------------- | ---------------- | ---------------- | ---------------- | ---------------- | ---------------- |
| Джерело:                                      |                  |                  |                  |                  |                  |                  |                  |                  |                  |                  |                  |                  |                  |